# Alison Streeter
Alison Streeter (née en 1964) a traversé la Manche à la nage 43 fois, le record mondial jusqu'en 2021. Elle a été surnommée la Queen of the English Channel (la reine de la Manche). Ce titre avait son pendant masculin avec Cindy Nicholas - le King of the English Channel  (le roi de la Manche) concurrencé par Kevin Murphy qui fit 34 fois la traversée.
Dans ces 43 fois figure une triple traversée en Angleterre-France-Angleterre-France en 34 h 30 min. À cette date seuls deux hommes avaient fait de même (Jon Erikson en 1981 avec 38 h 27 min et Philip Rush en 1987 avec 28 h 21 min).
Pour réaliser ce palmarès elle traversa sept fois la Manche en une seule année. 
Elle détient le record féminin de traversée France - Angleterre en 8 heures 48 minutes et ce en 1988. 
Élisabeth II lui donna le titre de MBE en 1991.

## Records mondiaux (hommes et femmes)
- 1984 Tour de l'Île de Wight 62 miles en 21 h 2 min
- 1985 Richmond à Gravesend 42 miles en 14 h 28 min
- 1986 Le retour Gravesend à Richmond de 42 miles en 16 h
- 1988 Irlande -Écosse - 1re femme en 9 h 53 min
- 1989 Écosse - Irlande - 1re personne en  10 h 4 min
- 1989 Tour de l'île de Jersey (Ile anglo-normande) en 9 h 53 min
- 1992 Sept traversées de la Manche dans l'année (une tous les 52 jours)
- 1995 Record mondial des traversées de la Manche à la nage 43 fois au total, le record masculin étant de 34 fois.